# Manuel Chamorro
El coronel Manuel Isaac Chamorro Carrera (Yunguyo, Puno, 13 de abril de 1843 - ?) fue un militar peruano que luchó en la Guerra del Pacífico. Fue uno de los vencedores de la batalla de Tarapacá. Participó también en las batallas de San Juan y Miraflores, donde resultó herido. 

## Biografía
Fue hijo de Vicente Chamorro y Manuela Carrera, ambos españoles afincados en Puno. Inició su carrera militar en 1862, a la edad de 19 años, como sargento primero en el batallón "Cazadores de Puno" N.º 12. Luchó en el combate del Callao del 2 de mayo de 1866, lo que le valió el título de "Benemérito de la Patria en Grado Heroico", y la concesión de la respectiva medalla "como muestra de gratitud nacional por su cooperación al éxito venturoso de esa memorable jornada". 
En 1870 pasó a comandar la guarnición de la corbeta Unión, a bordo de la cual apoyó a los monitores Manco Cápac y Atahualpa en su riesgoso viaje del Atlántico al Pacífico.
Al estallar la Guerra del Pacífico en 1879, marchó al Sur como primer jefe del batallón "Puno N.º 6". Era ya teniente coronel. Luchó en la batalla de San Francisco librada el 19 de noviembre de 1879. Al iniciarse la batalla de Tarapacá del 27 del mismo mes, se hallaba en Pachica, integrando con su batallón la División Vanguardia, cuyo jefe era el coronel Justo Pastor Dávila. Allí se hallaba también el coronel Luis Herrera Zaconetta, al frente de la Primera División, de la que también formaba parte el batallón "Cazadores del Cuzco" al mando del coronel Víctor Fajardo. Atendiendo al llamado del general Juan Buendía, Dávila y Herrera se dirigieron a la acción. Los puneños de Chamorro escalaron las alturas, mientras que los cuzqueños de Fajardo ascendieron a la quebrada. Todo ello contribuyó decisivamente a la victoria peruana.
Chamorro participó también en la defensa de Lima, peleando en las batallas de San Juan y Miraflores. En esta última fue gravemente herido y, desde entonces quedó lisiado.
Convertido en un héroe viviente, recibió los reconocimientos que merecía. El general Andrés A. Cáceres, ya como presidente de la República, le ascendió a coronel graduado de infantería, el 20 de diciembre de 1886, en atención a "haberse hecho digno de dicho grado por su buen comportamiento en la batalla de Tarapacá". Y el 28 de abril de 1902, el presidente de la República Eduardo López de Romaña, le otorgó el diploma que le declaraba "Vencedor en la Batalla de Tarapacá", acordándole el uso de la medalla correspondiente para que la lleve como una muestra de gratitud de la Nación y recuerde a su posteridad que fue uno de los defensores de su honor y soberanía.
Sus restos se hallan en el Cementerio General de Laykakota, de la ciudad de Puno.